# Aimar Sher
Aimar Sher, né le 20 décembre 2002 en à Kirkouk en Irak, est un footballeur Irakien qui évolue au poste de milieu de terrain au Sarpsborg 08.

## Biographie

### En club
Aimar Sher est formé par l'Hammarby IF. Il joue son premier match en professionnel le 21 août 2019 contre l'IFK Luleå en Svenska Cupen. Il entre en jeu à la place de Leo Bengtsson lors de cette rencontre remportée par son équipe sur le score de trois buts à un. Sher signe son premier contrat professionnel en novembre 2019. En janvier 2020 il est prêté à l'IK Frej. 
En août 2020 il prolonge son contrat de deux ans avec son club formateur,. Ses prestations attirent lusieurs clubs européens qui s'intéressent à lui, mais Hammarby souhaite conserver leur jeune milieu de terrain et lui propose un nouveau contrat.
Il remporte en 2021 le premier trophée de sa jeune carrière avec Hammarby, la coupe de Suède, le premier titre du club dans cette compétition. Son club affronte le BK Häcken en finale le 30 mai 2021. Il entre en jeu à la place d'Abdul Khalili lors de cette rencontre remportée par son équipe aux tirs au but et réussi son tir lors de cette séance déterminante.
Le 19 août 2021, Aimar Sher s'engage en faveur du club italien du Spezia Calcio.
En janvier 2024, Aimar Sher rejoint le club norvégien du Sarpsborg 08 FF pour un contrat de trois ans, soit jusqu'en décembre 2026. Le transfert est officialisé le 20 décembre 2023, jour de ses 21 ans,.

### En sélection
Aimar Sher représente la Suède avec les équipes de jeunes, et notamment avec les moins de 16 ans, avec qui il compte deux sélections pour un but.

## Vie personnelle
Aimar Sher est né en Irak et a rejoint la Suède à l'âge de quatre ans. Il doit son prénom à Pablo Aimar, son père étant fan de l'ancien international argentin.

## Palmarès
Hammarby IF
- Coupe de Suède (1) :
  - Vainqueur : 2020-21.